# Andrea Herzog
Andrea Herzog (* 9. Dezember 1999 in Meißen) ist eine deutsche Kanutin.

## Karriere
Andrea Herzog spielte in ihrer Kindheit zunächst Handball. Im Alter von 10 Jahren begann sie mit dem Kanusport bei der SG Kanu Meißen. Im Jahr 2014 konnte sie sich erstmals für die Junioren-Nationalmannschaft qualifizieren und damit auch für die Junioren-Weltmeisterschaft 2015 in Brasilien. Bei der WM in Foz do Iguaçu gewann sie Gold im Canadier-Einer (C1) und im Team (C1). Es gelang ihr, diesen Erfolg zwei Jahre später bei der Junioren-WM in Bratislava (Slowakei) zu wiederholen.
Bei der U23-WM-2018 in Ivrea (Italien) erreichte sie im Canadier-Einer einen 4. Platz.
Ihren ersten großen Erfolg errang Herzog 2019 bei der Weltmeisterschaft in La Seu d’Urgell (Spanien), als sie völlig überraschend im Canadier-Einer die Goldmedaille gewann. Bei den Olympischen Spielen 2020 in Tokio gewann Herzog die Bronzemedaille.

## Erfolge bei internationalen Meisterschaften
2015
- 1. Platz Junioren-Weltmeisterschaft Foz do Iguaçu (Brasilien) Canadier-Einer
- 1. Platz Junioren-Weltmeisterschaft Foz do Iguaçu (Brasilien) Team Canadier-Einer

2017
- 1. Platz Junioren-Weltmeisterschaft Bratislava (Slowakei) Canadier-Einer
- 1. Platz Junioren-Weltmeisterschaft Bratislava (Slowakei) Team Canadier-Einer

2018
- 4. Platz U23-Weltmeisterschaft Ivrea (Italien) Canadier-Einer

2019
- 1. Platz Weltmeisterschaft La Seu d’Urgell (Spanien) Canadier-Einer[2]
- 2. Platz Europameisterschaft Pau (Frankreich) Team Canadier-Einer[3]

## Auszeichnungen
- 2019: Eliteschüler des Sports